# برنامج ترايدنت النووي
برنامج ترايدنت النووي أو الرادع النووي ترايدنت هو برنامج يغطي تطوير وشراء وتشغيل الأسلحة النووية في المملكة المتحدة ووسائل إيصالها.

## نبذة
الغرض من هذا البرنامج كما ذكرت وزارة الدفاع هو «ردع التهديدات الأكثر خطورة على أمننا القومي وطريقة حياتنا والتي لا يمكن القيام بها بوسائل أخرى». ترايدنت هو نظام تشغيلي لأربع غواصات مسلحة بصواريخ ترايدنت 2 دي -5 الباليستية القادرة على توصيل رؤوس حربية نووية حرارية.
يتم تشغيلها من قبل البحرية الملكية ومقرها في قاعدة كلايد البحرية على الساحل الغربي لاسكتلندا على بعد 40 كيلومتر (25 ميل) من غلاسكو. هناك غواصة واحدة على الأقل تعمل بصفة دائمة في الدورية لتوفير القدرة المستمرة على البحر.
كل غواصة تحمل ما يصل إلى ثمانية صواريخ وأربعين رأس حربي نووي على الرغم من قدرتها على حمل أكبر من ذلك بكثير وايضاً صواريخ أمريكية مستمدة من تجمع مشترك.

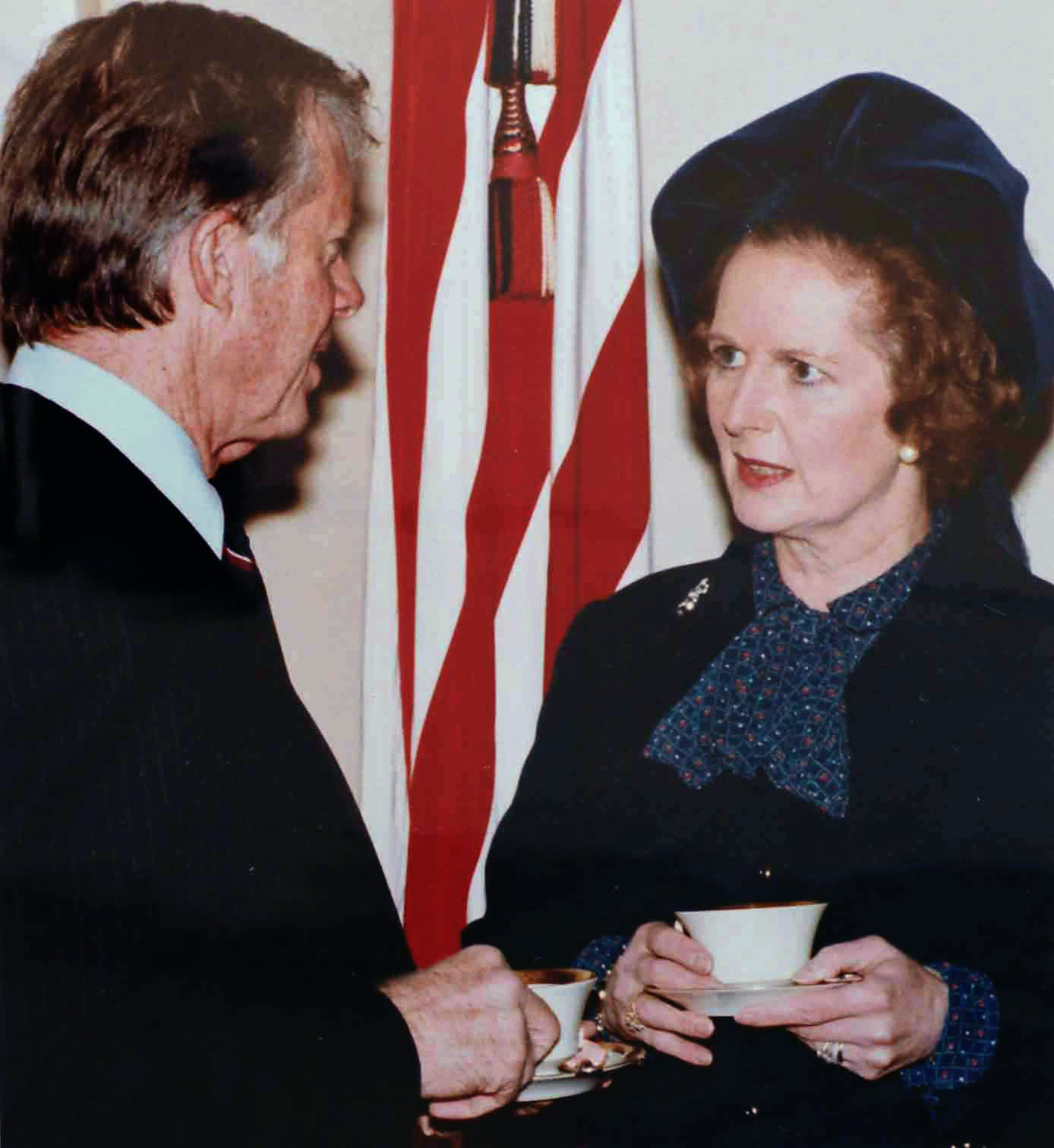
مارغريت تاتشر تزور الرئيس جيمي كارتر في 17 ديسمبر 1979

تفاوضت الحكومة البريطانية في البداية مع إدارة كارتر لشراء صاروخ ترايدنت 1 سي -4 في عام 1981 وأعلنت إدارة ريغان قرارها بتحديث ترايدنت إلى صاروخ ترايدنت II D-5 الجديد استلزم هذا جولة أخرى من المفاوضات والتنازلات.
تم الإعلان عن برنامج ترايدنت البريطاني في يوليو عام 1980 وبدأت الدوريات في ديسمبر 1994. استبدل برنامج ترايدنت نظام بولاريس القائم على الغواصة الذي كان يعمل من عام 1968 حتى عام 1996 وبما أن قنابل السقوط الحر من طراز دبليو إي 177 التكتيكية قد تم إيقاف تشغيلها في عام 1998 أصبح ترايدنت نظام الأسلحة النووية الوحيد الذي تديره المملكة المتحدة.
تم تخفيف وضع الناتو العسكري بعد انهيار الاتحاد السوفييتي في عام 1991 وقد تم إطلاق صواريخ ترايدنت في عام 1994 قبل الرحلة الأولى للغواصات مما يعني أن الرؤوس الحربية لا تستهدف أهداف محددة ولكنها تنتظر برمجتها في أجهزة الكمبيوتر الخاصة بها وإطلاقها مع إشعار عدة أيام.
على الرغم من أن ترايدنت تم تصميمه كرادع إستراتيجي إلا أن نهاية الحرب الباردة قادت الحكومة البريطانية إلى استنتاج بأن دوره شبه استراتيجي لكن ليس تكتيكي.
يوجد حاليا برنامج لاستبدال الغواصات الأربع وفي 18 يوليو 2016 صوّت مجلس العموم بأغلبية كبيرة في بناء أسطول من الغواصات من الفئة المدرعة البحرية ليكون جاهزا للعمل بحلول عام 2028 مع إنهاء الأسطول الحالي بحلول عام 2032.